# Achagua aculeata
Achagua aculeata là một loài bướm đêm trong họ Geometridae.